# Oscar za nejlepší filmovou píseň
Cena Akademie za nejlepší filmovou píseň (Best Original Song) je jedna z cen, kterou každoročně uděluje Akademie filmového umění a věd (Academy of Motion Picture Arts and Sciences; AMPAS) za nejlepší filmové počiny roku. Je udělována skladatelům, kteří složili nejlepší původní píseň napsanou speciálně pro film. Interpreti písně nejsou oceněni Cenou Akademie, pokud rovněž nesložili hudbu nebo nenapsali text. Písně, které jsou nominovány na tuto cenu, obvykle zazní během slavnostního večera a před předáním této ceny.
Kategorie byla představena na 7. ročníku udílení Oscarů, slavnostním ceremoniálu oceňující nejlepší filmy za rok 1934. O nominacích rozhodují členové akademie, hudební skladatelé a textaři, a vítěze vybírá celá Akademie. Před oznámením nominací se do užšího výběru dostane 15 písní.

## Vítězové

### Třicátá léta
| Rok  | Film                                  | Píseň                      | Laureáti                                   |
| ---- | ------------------------------------- | -------------------------- | ------------------------------------------ |
| 1934 | Veselý rozvod (The Gay Divorcee)      | „The Continental“          | Con Conrad (hudba), Herb Magidson (text)   |
| 1935 | Gold Diggers of 1935                  | „Lullaby of Broadway“      | Harry Warren (hudba), Al Dubin (text)      |
| 1936 | Svět valčíků (Swing Time)             | „The Way You Look Tonight“ | Jerome Kern (hudba), Dorothy Fields (text) |
| 1937 | Waikiki Wedding                       | „Sweet Leilani“            | Harry Owens (hudba a text)                 |
| 1938 | The Big Broadcast of 1938             | „Thanks for the Memory“    | Ralph Rainger (hudba), Leo Robin (text)    |
| 1939 | Čaroděj ze země Oz (The Wizard of Oz) | „Over the Rainbow“         | Harold Arlen (hudba), Yip Harburg (text)   |

### Čtyřicátá léta
| Rok  | Film                                    | Píseň                                      | Laureáti                                              |
| ---- | --------------------------------------- | ------------------------------------------ | ----------------------------------------------------- |
| 1940 | Pinocchio                               | „When You Wish Upon a Star“                | Leigh Harline (hudba) a Ned Washington (text)         |
| 1941 | Lady Be Good                            | „The Last Time I Saw Paris“                | Jerome Kern (hudba) a Oscar Hammerstein II (text)     |
| 1942 | Holiday Inn                             | „White Christmas“                          | Irving Berlin (hudba a text)                          |
| 1943 | Hello, Frisco, Hello                    | „You'll Never Know“                        | Harry Warren (hudba) a Mack Gordon (text)             |
| 1944 | Farář u svatého Dominika (Going My Way) | „Swinging on a Star“                       | Jimmy Van Heusen (hudba) a Johnny Burke (text)        |
| 1945 | State Fair                              | „It Might as Well Be Spring“               | Richard Rodgers (hudba) a Oscar Hammerstein II (text) |
| 1946 | The Harvey Girls                        | „On the Atchison, Topeka and the Santa Fe“ | Harry Warren (hudba) a Johnny Mercer (text)           |
| 1947 | Song of the South                       | „Zip-a-Dee-Doo-Dah“                        | Allie Wrubel (hudba) a Ray Gilbert (text)             |
| 1948 | Bledá tvář (The Paleface)               | „Buttons and Bows“                         | Ray Evans a Jay Livingston (hudba a text)             |
| 1949 | Neptune's Daughter                      | „Baby, It's Cold Outside“                  | Frank Loesser (hudba a text)                          |

### Padesátá léta
| Rok  | Film                                                      | Píseň                                    | Laureáti                                         |
| ---- | --------------------------------------------------------- | ---------------------------------------- | ------------------------------------------------ |
| 1950 | Captain Carey, U.S.A.                                     | „Mona Lisa“                              | Ray Evans a Jay Livingston (hudba a text)        |
| 1951 | Přichází ženich (Here Comes the Groom)                    | „In the Cool, Cool, Cool of the Evening“ | Hoagy Carmichael (hudba) a Johnny Mercer (text)  |
| 1952 | V pravé poledne (High Noon)                               | „The Ballad of High Noon“                | Dimitri Tiomkin (hudba) a Ned Washington (text)  |
| 1953 | Calamity Jane                                             | „Secret Love“                            | Sammy Fain (hudba) a Paul Francis Webster (text) |
| 1954 | Three Coins in the Fountain                               | „Three Coins in the Fountain“            | Jule Styne (hudba) a Sammy Cahn (text)           |
| 1955 | Je krásné lásku dát (Love Is a Many-Splendored Thing)     | „Love Is a Many-Splendored Thing“        | Sammy Fain (hudba) a Paul Francis Webster (text) |
| 1956 | Muž, který věděl příliš mnoho (The Man Who Knew Too Much) | „Que Sera, Sera“                         | Ray Evans a Jay Livingston (hudba a text)        |
| 1957 | The Joker Is Wild                                         | „All the Way“                            | Jimmy Van Heusen (hudba) a Sammy Cahn (text)     |
| 1958 | Gigi                                                      | „Gigi“                                   | Frederick Loewe (hudba) a Alan Jay Lerner (text) |
| 1959 | Díra v hlavě (A Hole in the Head)                         | „High Hopes“                             | Jimmy Van Heusen (hudba) a Sammy Cahn (text)     |

### Šedesátá léta
| Rok  | Film                                                              | Píseň                               | Laureáti                                                  |
| ---- | ----------------------------------------------------------------- | ----------------------------------- | --------------------------------------------------------- |
| 1960 | Nikdy v neděli (Never on Sunday)                                  | „Never on Sunday“                   | Manos Chatzidakis (hudba a text)                          |
| 1961 | Snídaně u Tiffanyho (Breakfast at Tiffany's)                      | „Moon River“                        | Henry Mancini (hudba) a Johnny Mercer (text)              |
| 1962 | Dny vína a růží (Days of Wine and Roses)                          | „Days of Wine and Roses“            | Henry Mancini (hudba) a Johnny Mercer (text)              |
| 1963 | Tátovy nápady (Papa's Delicate Condition)                         | „Call Me Irresponsible“             | Jimmy Van Heusen (hudba) a Sammy Cahn (text)              |
| 1964 | Mary Poppins                                                      | „Chim Chim Cher-ee“                 | Robert B. Sherman a Richard M. Sherman (hudba a text)     |
| 1965 | Písečný ptáček (The Sandpiper)                                    | „The Shadow of Your Smile“          | Johnny Mandel (hudba) a Paul Francis Webster (text)       |
| 1966 | Volání divočiny (Born Free)                                       | „Born Free“                         | John Barry (hudba) a Don Black (text)                     |
| 1967 | Pan doktor a jeho zvířátka (Doctor Dolittle)                      | „Talk to the Animals“               | Leslie Bricusse (hudba a text)                            |
| 1968 | Případ Thomase Crowna (The Thomas Crown Affair)                   | „The Windmills of Your Mind“        | Michel Legrand (hudba) a Alan a Marilyn Bergmanovi (text) |
| 1969 | Butch Cassidy a Sundance Kid (Butch Cassidy and the Sundance Kid) | „Raindrops Keep Fallin' on My Head“ | Burt Bacharach (hudba) a Hal David (text)                 |

### Sedmdesátá léta
| Rok  | Film                                                 | Píseň                               | Laureáti                                                  |
| ---- | ---------------------------------------------------- | ----------------------------------- | --------------------------------------------------------- |
| 1970 | Milenci a další cizinci (Lovers and Other Strangers) | „For All We Know“                   | Fred Karlin (hudba), Jimmy Griffin a Robb Royer (text)    |
| 1971 | Detektiv Shaft (Shaft)                               | „Theme from Shaft“                  | Isaac Hayes (hudba a text)                                |
| 1972 | Dobrodružství Poseidonu (The Poseidon Adventure)     | „The Morning After“                 | Joel Hirschhorn a Al Kasha (hudba a text)                 |
| 1973 | Takoví jsme byli (The Way We Were)                   | „The Way We Were“                   | Marvin Hamlisch (hudba), Alan a Marilyn Bergmanovi (text) |
| 1974 | Skleněné peklo (The Towering Inferno)                | „We May Never Love Like This Again“ | Joel Hirschhorn a Al Kasha (hudba a text)                 |
| 1975 | Nashville                                            | „I'm Easy“                          | Keith Carradine (hudba a text)                            |
| 1976 | Zrodila se hvězda (A Star Is Born)                   | „Evergreen“                         | Barbra Streisandová (hudba) a Paul Williams (text)        |
| 1977 | You Light Up My Life                                 | „You Light Up My Life“              | Joseph Brooks (hudba a text)                              |
| 1978 | Thank God It's Friday                                | „Last Dance“                        | Paul Jabara (hudba a text)                                |
| 1979 | Norma Rae                                            | „It Goes Like It Goes“              | David Shire (hudba) a Norman Gimbel (text)                |

### Osmdesátá léta
| Rok  | Film                                               | Píseň                             | Laureáti                                                                           |
| ---- | -------------------------------------------------- | --------------------------------- | ---------------------------------------------------------------------------------- |
| 1980 | Sláva (Fame)                                       | „Fame“                            | Michael Gore (hudba), Dean Pitchford (text)                                        |
| 1981 | Arthur                                             | „Best That You Can Do“            | Peter Allen, Burt Bacharach, Christopher Cross a Carole Bayer Sager (hudba a text) |
| 1982 | Důstojník a džentlmen (An Officer and a Gentleman) | „Up Where We Belong“              | Jack Nitzsche, Buffy Sainte-Marie (hudba) a Will Jennings (text)                   |
| 1983 | Flashdance                                         | „Flashdance... What a Feeling“    | Giorgio Moroder (hudba), Irene Cara a Keith Forsey (text)                          |
| 1984 | Žena v červeném (The Woman in Red)                 | „I Just Called to Say I Love You“ | Stevie Wonder (hudba a text)                                                       |
| 1985 | Bílé noci (White Nights)                           | „Say You, Say Me“                 | Lionel Richie (hudba a text)                                                       |
| 1986 | Top Gun                                            | „Take My Breath Away“             | Giorgio Moroder (hudba) a Tom Whitlock (text)                                      |
| 1987 | Hříšný tanec (Dirty Dancing)                       | „(I've Had) The Time of My Life“  | John DeNicola, Donald Markowitz a Franke Previte (hudba), Franke Previte (text)    |
| 1988 | Podnikavá dívka (Working Girl)                     | „Let the River Run“               | Carly Simonová (hudba a text)                                                      |
| 1989 | Malá mořská víla (The Little Mermaid)              | „Under the Sea“                   | Alan Menken (hudba) a Howard Ashman (text)                                         |

### Devadesátá léta
| Rok  | Film                                  | Píseň                           | Laureáti                                                 |
| ---- | ------------------------------------- | ------------------------------- | -------------------------------------------------------- |
| 1990 | Dick Tracy                            | „Sooner or Later“               | Stephen Sondheim (hudba a text)                          |
| 1991 | Kráska a zvíře (Beauty and the Beast) | „Beauty and the Beast“          | Alan Menken (hudba) a Howard Ashman (in memoriam) (text) |
| 1992 | Aladin (Aladdin)                      | „A Whole New World“             | Alan Menken (hudba) a Tim Rice (text)                    |
| 1993 | Philadelphia                          | „Streets of Philadelphia“       | Bruce Springsteen (hudba a text)                         |
| 1994 | Lví král (The Lion King)              | „Can You Feel the Love Tonight“ | Elton John (hudba) a Tim Rice (text)                     |
| 1995 | Pocahontas                            | „Colors of the Wind“            | Alan Menken (hudba) a Stephen Schwartz (text)            |
| 1996 | Evita                                 | „You Must Love Me“              | Andrew Lloyd Webber (hudba) a Tim Rice (text)            |
| 1997 | Titanic                               | „My Heart Will Go On“           | James Horner (hudba) a Will Jennings (text)              |
| 1998 | Princ egyptský (The Prince of Egypt)  | „When You Believe“              | Stephen Schwartz (hudba a text)                          |
| 1999 | Tarzan                                | „You'll Be in My Heart“         | Phil Collins (hudba a text)                              |

### První desetiletí 21. století
| Rok  | Film                                                                      | Píseň                           | Laureáti                                               |
| ---- | ------------------------------------------------------------------------- | ------------------------------- | ------------------------------------------------------ |
| 2000 | Skvělí chlapi (Wonder Boys)                                               | „Things Have Changed“           | Bob Dylan (hudba a text)                               |
| 2001 | Příšerky s.r.o. (Monsters, Inc.)                                          | „If I Didn't Have You“          | Randy Newman (hudba a text)                            |
| 2002 | 8. míle (8 Mile)                                                          | „Lose Yourself“                 | Jeff Bass, Eminem a Luis Resto (hudba), Eminem (text)  |
| 2003 | Pán prstenů: Návrat krále (The Lord of the Rings: The Return of the King) | „Into the West“                 | Annie Lennox, Howard Shore a Fran Walsh (hudba a text) |
| 2004 | Motocyklové deníky (The Motorcycle Diaries)                               | „Al otro lado del río“          | Jorge Drexler (hudba a text)                           |
| 2005 | Hustle a Flow (Hustle & Flow)                                             | „It's Hard out Here for a Pimp“ | Frayser Boy, Juicy J a DJ Paul (hudba a text)          |
| 2006 | Nepříjemná pravda (An Inconvenient Truth)                                 | „I Need to Wake Up“             | Melissa Etheridge (hudba a text)                       |
| 2007 | Once                                                                      | „Falling Slowly“                | Glen Hansard a Markéta Irglová (hudba a text)          |
| 2008 | Milionář z chatrče (Slumdog Millionaire)                                  | „Jai Ho“                        | Allah Rakha Rahman (hudba), Gulzar (text)              |
| 2009 | Crazy Heart                                                               | „The Weary Kind“                | Ryan Bingham a T-Bone Burnett (hudba a text)           |

### Druhé desetiletí 21. století
| Rok  | Film                                     | Píseň                       | Laureáti                                                                 |
| ---- | ---------------------------------------- | --------------------------- | ------------------------------------------------------------------------ |
| 2010 | Toy Story 3: Příběh hraček (Toy Story 3) | „We Belong Together“        | Randy Newman (hudba a text)                                              |
| 2011 | Mupeti (The Muppets)                     | „Man or Muppet“             | Bret McKenzie (hudba a text)                                             |
| 2012 | Skyfall                                  | „Skyfall“                   | Adele a Paul Epworth (hudba a text)                                      |
| 2013 | Ledové království (Frozen)               | „Let It Go“                 | Kristen Anderson-Lopez a Robert Lopez (hudba a text)                     |
| 2014 | Selma                                    | „Glory“                     | Common a John Legend (hudba a text)                                      |
| 2015 | Spectre                                  | „Writing's on the Wall“     | Jimmy Napes a Sam Smith (hudba a text)                                   |
| 2016 | La La Land                               | „City of Stars“             | Justin Hurwitz (hudba), Pasek & Paul (text)                              |
| 2017 | Coco                                     | „Remember Me“               | Kristen Anderson-Lopez a Robert Lopez (hudba a text)                     |
| 2018 | Zrodila se hvězda (A Star Is Born)       | „Shallow“                   | Lady Gaga, Mark Ronson, Anthony Rossomando a Andrew Wyatt (hudba a text) |
| 2019 | Rocketman                                | „(I'm Gonna) Love Me Again“ | Elton John (hudba), Bernie Taupin (text)                                 |

### Třetí desetiletí 21. století
| Rok  | Film                 | Píseň                  | Laureáti                                              |
| ---- | -------------------- | ---------------------- | ----------------------------------------------------- |
| 2020 | Jidáš a černý mesiáš | „Fight for You“        | D'Mile a H.E.R. (hudba), H.E.R. a Tiara Thomas (text) |
| 2021 | Není čas zemřít      | „No Time to Die“       | Billie Eilish a Finneas O'Connell (hudba a text)      |
| 2022 | RRR                  | „Naatu Naatu“          | M. M. Keeravani (hudba), Chandrabose (text)           |
| 2023 | Barbie               | „What Was I Made For?“ | Billie Eilish a Finneas O'Connell (hudba a text)      |